# Heimbürge
Der Heimbürge, früher auch Totenfrau oder Leichenfrau, ist in Deutschland ein Leichenwäscher.

## Tätigkeit
Die Aufgabe der Totenfrau war es, den Verstorbenen zu waschen und anzukleiden. Sie wurde von den engsten Angehörigen des Trauerhauses bestellt, meist war sie eine auf diese Aufgabe spezialisierte Frau aus dem Dorf oder Stadtviertel oder auch eine Nachbarin.
Die Totenfrau wusch die Leiche und salbte sie oft auch mit ätherischen Ölen. Sie kleidete den Toten in seine Festtagskleidung (bei ledig gestorbenen Jungfrauen oft auch in ein Brautkleid) und bereitete den Leichnam auf die Aufbahrung, der die Totenwache und Aussegnung durch den Pfarrer folgten, vor. Häufig übernahm sie auch die Anzeige des Todes beim Standesamt und erschien daher auf Sterbeurkunden.

## Heute
Nachweislich gab es den Beruf der Totenfrau bis 1983 in Porta Westfalica. Die ehemalige Landwirtin Wilhelmine Möller übte den Beruf der Totenfrau nach dem Tode ihres Mannes (1958) noch 25 Jahre aus. Das Waschen und Einkleiden des Leichnams übernimmt heute in der Regel der Bestatter (siehe: hygienische Totenversorgung). In der DDR waren bis zuletzt Heimbürgen – teils für Bestattungsunternehmen, meist aber im Auftrag der Kirche – tätig; aber sie übten die Tätigkeit selten als ihren einzigen Beruf aus. Auch heute gibt es Bestattungsunternehmen, die Personen mit dieser Berufsbezeichnung und diesem Berufsverständnis im Einsatz haben.

## Belege
1. ↑  Wilhelmine Möller Eintrag im Internet-Portal „Westfälische Geschichte“